# 額克親
額克親（穆麟德轉寫：ekcin，1609年—1654年），滿洲愛新覺羅氏。清太祖努爾哈赤第六子塔拜的次子。
崇德元年（1636年），額克親跟從阿濟格伐明，逼近燕京。明兵自涿州來拒，額克親親陷敵陣大破明軍。崇德四年（1639年），被封為三等奉國將軍。其後父親塔拜逝世，再承襲爵位。崇德五年（1640年），跟從多爾袞攻打錦州，再跟從多鐸於塔山追擊明兵。崇德六年（1641年），皇太極率軍圍攻錦州，打敗洪承疇率領的十三萬明兵。移軍逼近松山，掘壕圍困明軍。明總兵曹變蛟夜突上營，額克親偕同內大臣錫翰出力守御擊退明軍。評審功績賜銀八十。
順治元年（1644年），跟從多爾袞率軍入山海關，大破李自成軍隊有功，累進封為鎮國公。順治七年（1650年），授正白旗滿洲固山額真之職，復進爵位封為貝子。順治八年（1651年），因受羅什及博爾惠諂媚諸王造言構釁而牽連入罪，被削去爵位及廢黜宗室資格。順治九年（1652年），復入宗室，授職為內大臣。順治十二年（1654年）逝世。